# Joseph Bernier
Pour les articles homonymes, voir Bernier.
Joseph Bernier, né le 12 avril 1864 à Dijon (Côte-d'Or) et mort le 1er juin 1933 à Ceyzériat (Ain), est un homme politique français.

## Biographie
Minotier à Bourg-en-Bresse, il est vice-président de l'association nationale de la meunerie française. Il est aussi président de la Chambre de commerce et président du tribunal de commerce de Bourg-en-Bresse, administrateur de la compagnie nationale du Rhône et de la Banque de France. En 1900, il est conseiller municipal de Bourg-en-Bresse et adjoint au maire en 1912. Il est député de l'Ain de 1919 à 1924, inscrit à l'Entente républicaine démocratique. En 1919, il est élu conseiller général du canton de Ceyréziat.

## Distinctions
- Officier de la Légion d'honneur (décret du 3 février 1932)[1]. Il est fait officier par Adolphe Messimy le 27 février 1932.